# Cursor (editor de codi)
Cursor és un entorn de desenvolupament integrat assistit per IA patentat per a Windows, macOS i Linux dissenyat per millorar la productivitat dels desenvolupadors integrant funcions avançades d'intel·ligència artificial directament a l'entorn de codificació. És una bifurcació de Visual Studio Code amb funcions addicionals d'IA com ara generació de codi, reescriptures intel·ligents i consultes de base de codi. Cursor és un programari propietari desenvolupat per Anysphere Inc, un laboratori de recerca aplicada involucrat en la construcció de sistemes d'IA. Cal destacar que el mode d'agent del Cursor pot completar tasques de principi a fi, executant ordres ràpidament i mantenint els programadors informats.

## Característiques
El cursor té una àmplia gamma de funcions que utilitzen models de llenguatge amplis per manipular text amb funcions d'autocompleció i consulta de xat. Com que és una bifurcació del codi del Visual Studio, les extensions i configuracions existents es poden integrar al flux de treball de l'usuari.
El cursor permet als desenvolupadors escriure codi utilitzant instruccions en llenguatge natural. Els usuaris poden generar o actualitzar parts del seu codi proporcionant indicacions. També pot indexar tota la base de codi, que es pot consultar en llenguatge natural. L'editor ofereix capacitats de reescriptura intel·ligent, que permeten als usuaris actualitzar diverses línies de codi simultàniament, cosa que és particularment útil per refactoritzar i implementar canvis massius de manera eficient. L'editor prediu les edicions posteriors del codi i l'usuari pot saltar-les i aplicar-les mitjançant tabulacions.

## Història
Anysphere va ser fundada el 2022 per Sualeh Asif, Arvid Lunnemark, Aman Sanger i Michael Truell, quatre amics que es van conèixer mentre estudiaven al MIT. El 2023 van llançar Cursor i més tard aquell mateix any van recaptar 8 milions de dòlars en finançament inicial, liderat pel Startup Fund d'OpenAI. L'agost de 2024, Anysphere va recaptar 60 milions de dòlars en una ronda de finançament de sèrie A liderada per Andreessen Horowitz, valorant l'empresa en 400 milions de dòlars. El novembre de 2024, Anysphere va anunciar que havia adquirit l'assistent de codificació d'IA Supermaven. El gener de 2025, Thrive Capital i Andreessen Horowitz van liderar una ronda de finançament de la Sèrie B. Anysphere va recaptar 105 milions de dòlars en aquesta ronda, cosa que va valorar l'empresa en 2.500 milions de dòlars. El maig de 2025, Anysphere va assolir una valoració de 9.000 milions de dòlars després de recaptar 900 milions de dòlars de Thrive Capital, Andreessen Horowitz i Accel, entre d'altres.
L'abril de 2025, Cursor va experimentar un error que afectava la capacitat d'utilitzar el programari en diversos dispositius alhora. Tanmateix, un correu electrònic d'atenció al client de Cursor que utilitzava respostes generades per IA va al·lucinar sobre una política que prohibia l'ús d'una única llicència de subscripció en diversos dispositius per motius de seguretat, i va afirmar incorrectament que s'havia de comprar una subscripció separada per a cada dispositiu. Enmig de les crítiques a la nova "política" a Reddit, un portaveu d'Anysphere va emetre una retractació aclarint que no existia cap política d'aquest tipus i que era una resposta errònia d'un "bot de suport d'IA de primera línia".

## Privacitat i seguretat
El cursor ofereix opcions de privadesa, incloent-hi un mode de privadesa on el codi de l'usuari no s'emmagatzema mai de forma remota. La plataforma té la certificació SOC 2, cosa que garanteix el compliment de les pràctiques de seguretat estàndard de la indústria.

## Comparació amb altres editors de codi d'IA
En comparació amb altres editors de codi basats en IA com ara GitHub Copilot, Cursor ofereix una integració profunda dins del seu entorn autònom, proporcionant opcions de personalització avançades. Tot i que ambdues eines tenen com a objectiu millorar l'eficiència de la codificació, l'elecció entre elles pot dependre de les preferències individuals pel que fa a la integració i el flux de treball.